# Тур Синтая
Тур Синтая (англ. Tour of Xingtai) — шоссейная многодневная велогонка, с 2017 года проводящаяся в Китае. Гонка санкционирована UCI и проходит в рамках UCI Asia Tour под категорией 2.2.

## Призёры

### Генеральная классификация
| Год  | Победитель           | Второй           | Третий            |         |
| ---- | -------------------- | ---------------- | ----------------- | ------- |
| 2017 | Джейкоб Рат          | Душан Калаба     | Салахеддин Мрауни |         |
| 2018 | Дамиано Чима         | Улиссес Кастилло | Михаил Кононенко  |         |
| 2019 | Carlos Cobos Márquez | Амир Колахдожаг  | Михаил Кононенко  |         |
| 2020 | отменён              | отменён          | отменён           | отменён |
| 2021 | отменён              | отменён          | отменён           | отменён |

### Вторичные классификации
| Год  | Очковая      | Горная          | Молодёжная   | Командная              |
| ---- | ------------ | --------------- | ------------ | ---------------------- |
| 2017 | Душан Калаба | Амир Колахдожаг | Душан Калаба | Pishgaman Cycling Team |
| 2018 | Дамиано Чима | Бернардо Суаза  | ?            | ?                      |